# Ducado de Mayenne
A baronia de Mayenne, que se tornou marquesado de Mayenne e, por fim, ducado de Mayenne a partir de 1573, foi criada relativamente tarde.

## História

### Baronia
A baronia compreendia originalmente os territórios dos castelos de Ernée, de Pontmain, de Gorron, Ambrières, Lassay e Villaines-la-Juhel. O domínio englobava as atuais comunas de Mayenne, Ernée e Pontmain.

### Marquesado
Em setembro de 1546, por decreto do rei Francisco I da França, a baronia foi erigida em marquesado a favor de Cláudio de Lorena, Duque de Guise, resultando da combinação das terras, senhorios e baronias de  Mayenne, Sablé e Ferté-Bernard, bem como dos territórios dos castelos de Ernée e de Pontmain.

### Ducado
Por decreto de Carlos IX de França datado de setembro de 1573, Mayenne é elevado a ducado Par de França e reconhecido por Henrique IV de França a 8 de maio de 1597.
O ducado vem a ser herdado pela Casa de Gonzaga-Nevers e Carlos de Gonzaga-Nevers vendeu, em maio de 1654, Mayenne ao Cardeal Mazarino, primeiro-ministro do rei Luís XIV.
Mazarino, confia a gestão do ducado a Jean-Baptiste Colbert, seu intendente.
Luísa de Aumont (1759-1826), última duquesa de Mayenne, casou em 1771 com Honorato IV Grimaldi, Príncipe do Mónaco. A revolução francesa veio a abolir o ducado em 1789.